# 陳宇鵬
陳 宇鵬（チェン ユーペン、簡体字: 陈宇鹏; 拼音: Chén Yǔpéng、ちん 
うほう、1984年1月15日 - ）は、陳 致逸（簡体字: 陈致逸; 拼音: Chén Zhìyì、ちん ちいつ）としても知られている、中華人民共和国の作曲家・音楽プロデューサー。

## 来歴
1984年1月15日、中国湖南省長沙市で生まれた。
陳宇鵬の母親は声楽家で、子育てのために歌手としてのキャリアを捨てた。 父親は数学の教師。
12歳で宮崎駿監督の『風の谷のナウシカ』に影響を受け、深圳芸術学院のクラリネット科に入学し、姜宝成と濤瀾に師事。
16歳で朱宗澤から作曲の基礎理論を学んだ。
2002年、陳氏は「最優秀作曲家賞」を受賞。上海音楽院に優秀な成績で入学し、当初は管弦楽科でクラリネットを専攻し、朱宗澤の勧めで作曲科の音響演出科に転科した。
上海音楽院で傅成賢記念奨学金を授与される。 この頃、上海音楽院は日本の音楽家・谷村新司を雇い、マスタークラスを開講した。
プログラムに参加した陳宇鵬は、2005年の愛知万博でのコンサートピアノ演奏に参加し、演奏作品の編曲と制作をすべて担当した。
谷村新司の音楽は、日本の民俗音楽、東洋の五音音階の旋律、西洋の管弦楽の融合であり、陳宇鵬の音楽創作にインスピレーションを与えた。
2005年11月、上海市文芸連盟が主催した洋山深水港の開港と東シナ海大橋の開通を祝う全国歌曲コンクールで大賞を受賞。
2006年の上海日中青少年国際交流コンサート（谷村新司とその弟子たちの作品によるコンサート）では、作曲の3/4とすべての編曲を担当した。 
学生時代には、董安、陳強斌、呉越北の指導を受け、彼らの異なる作曲スタイルやコンセプトに大きな影響を受け、感銘を受けた。
大学時代、陳氏は董安の映画やテレビドラマのサウンドトラック制作を手伝い、2006年9月、彼の作品『GAMES OF FANTASIA』が音楽工程学科の年間コンサート作品で最優秀賞、最優秀創作賞、最優秀チームワーク賞、最優秀人気賞を受賞した。
2007年7月、上海音楽学院を優秀な成績で卒業し、卒業制作の「映画とテレビのサウンドトラック-ハリウッドへの挑戦」が音楽工程学院の学部卒業制作の第一作に選ばれ、最優秀賞を受賞した。 卒業後、陳氏は安東スタジオに入社した。
陳氏は2014年に陳宇鵬音楽工房を設立した。 それ以来、「陳志義音楽工房」は北京や上海の多くの音楽スタジオやグループと協力し、クリックミュージックやテンセント、香港のNetEaseといった企業のために多くの音楽作品を作曲している。
何百万人ものゲームファンに尊敬されている「音楽の神」（「傑作を数多生み出す男」）、作曲家、プロデューサー、ピアニストのyupengchenは、2025年7月18日に『ドイツ・グラモフォン』に参加した最初の中国人作曲家になりました。

## 作品
ムーンライトブレード
2015年、ChenはTencent Gamesの武道をテーマにしたMMORPGであるMoonlight Bladeの音楽プロデューサーの一人として働き始めました。[51][25] 彼は音楽の革新に厳しい音楽監督の楊潔（杨结）の指導下にあった。チェンは、彼らが最高の品質に到達するために、彼の作品を制作することで限界を超えました。チェンによると、彼は新しい楽器を作品に取り入れました。チェンによると、ゲーム音楽のスタイルは「さわやか」でした。彼はまた、中国の民俗音楽の要素をサウンドトラックに統合し、中国文化を促進するための民俗音楽の「新しい民族スタイル」を作成することにも興味を持っていました。ゲームに取り組んでいる間、彼は自分のファンベースも構築しました。彼らとの定期的なコミュニケーションが彼のアイデアに変化をもたらしたため、彼は演奏者の好みにもっと関心を持ち始めました。彼は彼の音楽をより包括的にし、より多くの要素をそれに統合しました。これらすべてを通じて、チェンは自分のスタイルと方向性を形成しながら、音楽への自信を確立しました。
多くの映画製作者がゲームのストーリー作成、武道アクション、アートスタイル、衣装デザインなどに関与していました。その過程で、ゲームは映画の創作技術を取り入れた。これに続いて、陳は映画音楽のレベルで着陸音楽を制作することを要求した。彼はサウンドトラック「千人千面」（千人千面）を作曲し、ゲームの開始時にプレイヤーがキャラクターを選択して変更するときに再生されます。チェンは、ランディングミュージックがゲーム全体の第一印象を形成すると述べた。したがって、音楽は武道のテーマだけでなく、ゲームの世界を探索するときにプレイヤーが感じる好奇心と熱意に基づいていました。また、高い要求と品質で音楽を扱うことは避けられないことにも注目されました。[52]ファイナルファンタジーの音楽のアルペジオ要素は、このトラックでのチェンの作品に影響を与えた。[53] 2017年2月、Chenは2015年から2017年までのMoonlight Bladeの作品を含むアルバムをリリースし、トラックリストに「Thousand People, Thousand Faces」が含まれています。チェンは後に、2017年11月の「The World of Swinging Swords（剣荡八荒）コンペティションのテーマソングである「Wind of the World」（八荒之风）」にこの曲を翻案した。54]
2018年、チェンは、プレイヤーがキャラクターを作成する際に参加できる武道の宗派の1つであるイーファ（移花）のためにテーマソング「Dreams of Farewell」（夢留别）を作曲しました。この曲のテーマは、梁邦彦の「Treading the Waves in the Sea」の「Treading the Waves in the Sea」のサウンドトラックに基づいています。テーマは歌に適さないかもしれないし、陳が尊敬する上級作曲家の作品を適応させるのは難しいことでした。以前、チェンは自分でテーマソングをアレンジしていました。今回、演奏者に新しいアイデアをもたらすために、彼は北京の作曲家である崔知恩を歌の制作に招待した。別の人がサウンドミキシングに取り組むことになっていたが、各改訂が新しいインスピレーションをもたらしたため、チェンは自分で曲をミックスした。この曲はWubi（無比）によって書かれ、周深（周深）によって歌われた。[55][56]
2019年、陳は太白（太白）宗派のテーマ「Saying Sword」を制作した。王一博（王一博）が歌のボーカルを提供した。フォークミュージックと弦楽は、それぞれQingqin QingqingとInternational Master Philharmonic Orchestra（国际 chi Chief爱乐乐团）によって演奏されました。「Saying Sword」は、原神のサウンドトラックを制作する前の、ChenのMoonlight Bladeの最後の作品でした。[57]
原神@HOYO-MIX 
- アルバム「風と異邦人」「皎月雲間の夢」「輝く星々」「渦巻、落星と雪山」「真珠の歌」「寂々たる無妄の国」「流るる星霜、華咲きて」の全曲
- 稲妻、スメールの一部楽曲
- キャラクターPV音楽(煙緋を除くVer1.5までのキャラ、雷電将軍、珊瑚宮心海、荒瀧一斗、ティナリ、ニィロウ、ナヒーダ、放浪者は実践紹介のみ)
- バージョンPV音楽(Ver2.2、2.5~2.8、3.6~3.7、4.0~4.5、4.7~4.8を除く)
- ボス「公子」、「淑女」、「正機の神」、「召使［第1形態］」「トワリン」、「若陀龍王」、「禍津御建鳴神命」、「アンドリアス」の戦闘BGM

- 退職後も携わった楽曲 フィナーレへの歓宴(フォンテーヌPV)、その者の名は既知である(タルタリヤがヌヴィレットにワンパンされるシーン?)、小暗がりの炉火(召使とフリーナのお茶会？)、燭燼の斉唱(召使第1形態)、未決の裁判(タルタリヤvsヌヴィレット)、薄暗き不協和音(呑星の鯨初登場シーン)、清泉の詩(4.1イベントムービー)、衆の水の追憶(フォンテーヌ実機プレイ映像(Gamescom 2023)、双界に至る炎、熄えゆく赤夜(4.6バージョンPV)、肥沃な丘(豊穣の邦)、芽吹く願い(ナヒーダ誕生日)

またYu-Peng Chenさんが原神の為に作曲した楽曲は今日迄に538曲

### 他のゲーム音楽
The Neverending Dream (The Theme Song of the Game Project Woolgatherer)は2024-07-24にリリースされたアルバム。
このアルバムにはThe Neverending Dream (feat. 小时姑娘)、Dreams Aglow、To Dream's End、So Sleeps the Soul (feat. 朱梓溶) (The Music for the Night-Time Login Interface in Project Woolgatherer)の4曲で構成されている
彼の関与は、制作チームがゲームの音楽で困難に直面していたため、決定的な時期に行われました。プロデューサーの劉明は、「信じられないと語っています。」かつてYu-Peng Chen氏は原神の音楽プロデューサーを務めていました。彼がプロジェクトに参加したことは、夢のようでした。
歌詞と訳

永不结束的梦想The NeverEnding Dream
永眠

See vee lies
入梦 寻觅
Neverending sleep
深き眠りにつき
Sa lee loo foo talee roo sta
迷失自我 
I can’t distinction Whether real or dream
現実かどうか区別出来ずにいる
Foo ing round
无数片刻
Neverending times
無限の時を経て
Hiee saw ji-ah fee dye
投射过往的颜色
Try to remember past myself
過去の自分を思い出してみる
Lie stonedee la vee an sing talee
蝴蝶牵引 寻路未明
I leaded by butterfly, with wandering
蝶々に導かれ、彷徨いながら
Eye crow vee luh-eye-v
别忘 别忘
Go your way
迷わないで
If stay dee tyke
意识失控于假象
Consciousness is perplexing in my dream
自我が夢で迷う
My soul see la can drik
梦境何曾见证死亡？
Have you experienced death in your dream?
夢の中で死を経験したのか？
Bound doo bai
捕梦吧 捕捉微光 
Catch your dream Catch the hope
夢を掴め　光を掴め
Saw sham gah-ree ta
别让万梦转眼无回响
Don’t be sleep in the neverending dream 
永遠の夢で眠らないで
Down vee an tie
保持清醒 不要彷徨
Don’t be sleep Don’t be perplex
眠らないで　迷わないで
High lean sta Sa kris lie
穿越迷宫 穿越幻想与真相
Caught the dream But the neverending dream 
夢を制す　そして目を覚ますも
Drown mean eye
前路漫长
I can’t see neverending 
まだ終わりが見えない
Ha
哈
Wait
まだか
High sti see la dream mean
睡吧 让意识步入深眠
I missed choice I perplexing dream in a dream
目を閉じてしまう　夢のまた夢の中に入る
Toosta dee
在虚幻的空间
Dream in a dream
夢のまた夢の中で
Vone shoo wee dye
拾回碎落的心念
I remember past mistakes
死を思い出す
Eye shay lee like
别错判梦的航向
i have fallen
進むべき道を踏み外した
My soul la can drik
梦境何曾见证死亡？
Have you experienced death in your dream again？
また夢の中で死を経験したのか？
Bound doo bai
捕梦吧 捕捉微光
You must catching dream and hope
ならば夢と光を掴め
Lie free wee torv
寻找黑夜中窥探的眼
Looking for hope without hope 
光がない闇で光を探す
Whens dee too flake
甄辨世界的假象
I found dream the arcane
夢の偽りを見つける
High lean sta Sa kris lie
穿越迷宫 穿越幻想与真相
Caught the dream But the neverending dream 
夢を制す　そして目を覚ますも
Drown mean eye
前路漫长
I can’t see neverending 
まだ終わりが見えない
Ha
哈
Again
またか
Lie stonedee la vee an sing talee
蝴蝶牵引 寻路未明
I leaded by butterfly, with wandering
蝶々に導かれ、彷徨いながら
Eye crow vee luh-eye-v
别忘 别忘
Go your way
迷わないで
If stay dee tyke
意识失控于假象 
Consciousness is perplexing in my dream
自我が夢で迷う
My soul see la can drik
梦境何曾见证死亡？
Have you experienced death in your dream again and again ？
またも夢の中で死を経験したのか？
Van doo bye
捕梦吧 开幕终场
I caught the neverending dream in end and end
最後のチャンスで夢を制す
Loo crow viss dee
亲手剥开真实的伪装
I overcame neverending dream 
そして夢から目覚める
Eye tree less ta
记忆浮现 启迪幻想
I remembered past mistakes It do became a start page
死を思い出し夢の中に戻る
Fe t'lee
唤醒迷途羔羊
You like a stray sheep
まるで迷える子羊のように

### 他の作品
心愿はYu-Peng chenにより2015-12-29にリリースされたアルバム。このアルバムは暗恋、怦然心动、心愿、若不曾相遇の4曲が収録されている。
The Phantom of Theatre (Original Motion Picture Soundtrack)は2016-05-13にリリースされたアルバム。このアルバムには、A-Lin《 迷霧 The Mist 》 Official Music Video - 電影『魔宮魅影』主題曲を始めとする47曲が収録されている。
《灰体》动漫原声はYu-Peng chenにより2016-07-01にリリースされたアルバム。このアルバムは灰体、黑色蔓沙Ⅰ、深灰、平和的日子、圣文迪斯、黑色蔓沙Ⅱ、自由兵团の７曲が収録されている。
你是我灵魂的杂质はYu-peng chenにより2018年10月15日にリリースされたアルバム。このアルバムは你是我灵魂的杂质、八十八种思念、明月入弦の３曲が収録されている。またこのアルバムの曲全てのソロボーカルを担当している。